# Werner Herzog Eats His Shoe
Werner Herzog eats his Shoe ist ein dokumentarischer Kurzfilm von Les Blank aus dem Jahr 1980. Hauptdarsteller Werner Herzog verspeist in diesem Film einen seiner Schuhe als Wetteinlösung. Er hatte angekündigt, seinen Schuh zu essen, falls Errol Morris es schaffen würde, seinen Film Gates of Heaven zu vollenden.
Herzog kocht seine beiden Schuhe (welche er zum Zeitpunkt getragen hatte, als er die Wette abschloss) fünf Stunden lang zusammen mit Knoblauch, Zwiebeln, Gewürzen und Entenfett im Restaurant Chez Panisse von Alice Waters in Berkeley. Er verspeist einen von diesen vor der Premiere von Gates of Heaven am 11. April 1980 vor Publikum und Presse im Kinosaal des UC Theater. Herzog erklärt den Zuschauern, jeder könne seine Erfahrung auch durch ein Essen in der Fast-Food-Kette Kentucky Fried Chicken nachvollziehen. Die Sohle aß Herzog nicht, da er bei einem Hühnchen auch keine Knochen mitessen würde. Daneben spricht Herzog über die Destruktivität des Fernsehens und der Werbung und ermuntert Filmemacher, ihre Ideen umzusetzen. Die Reste seiner Schuhe wurden später in einem Block aus Acrylglas konserviert. 
Im Film sind kurze Ausschnitte aus Herzogs Film Auch Zwerge haben klein angefangen zu sehen, zudem auch aus Goldrausch (1925) mit der Szene, in welcher Chaplin gezeigt wird, wie er einen Schuh isst. Bei dem im Film gespielten Musiktitel handelt es sich um „Old whisky shoes“ der Walt Solek Band. 